# Johannisplatz (Schwäbisch Gmünd)

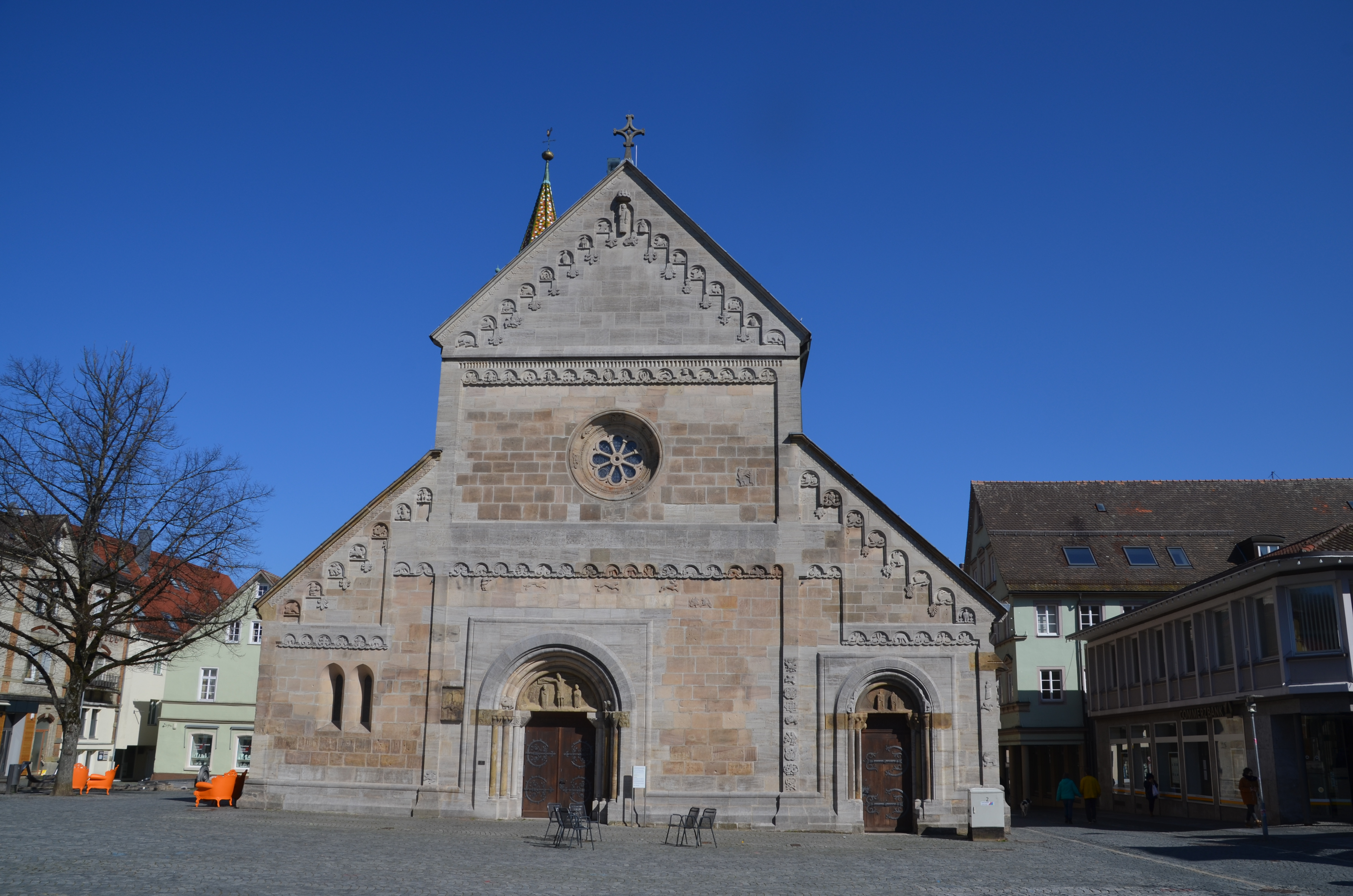
Johannisplatz mit Johanniskirche

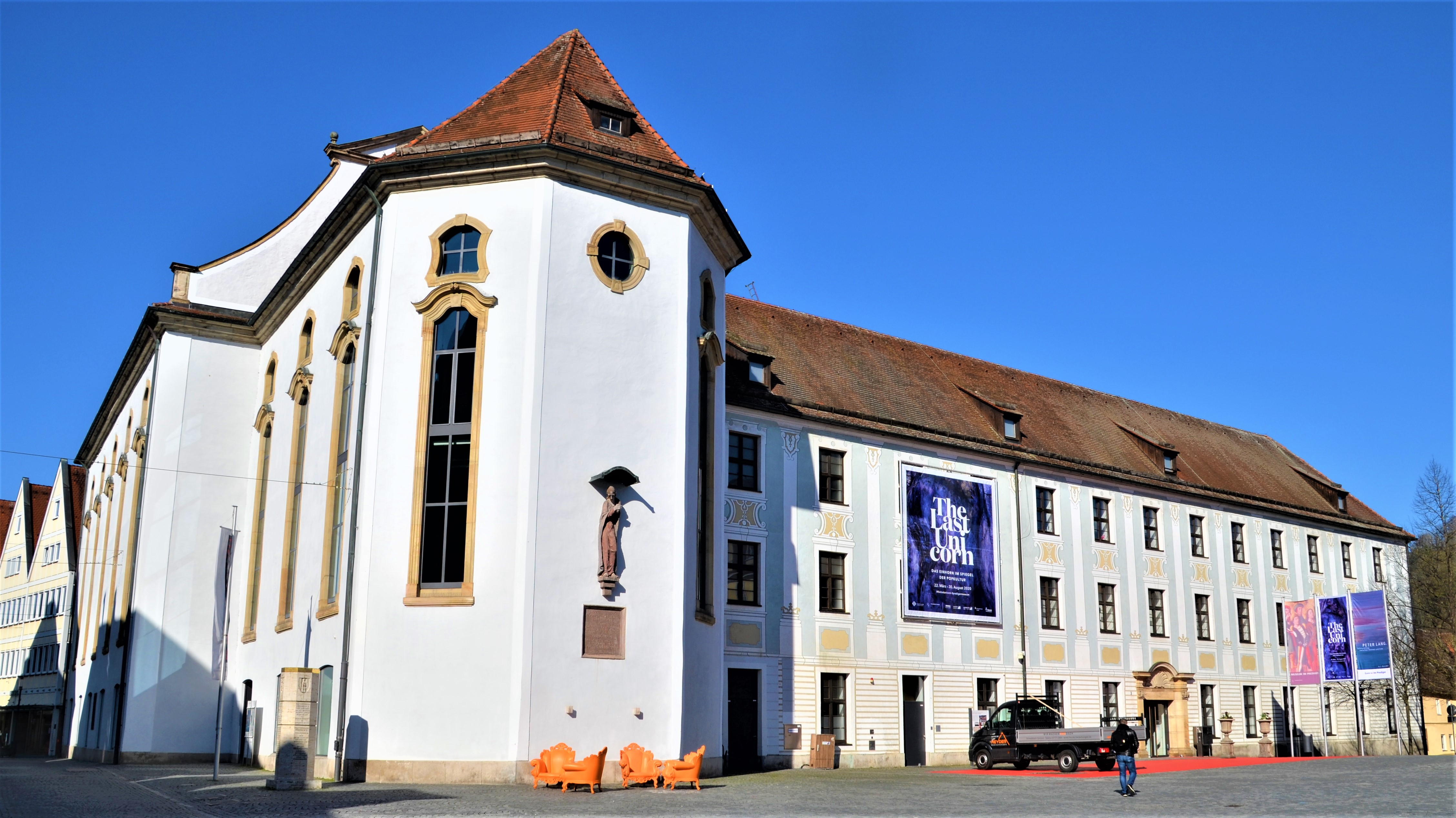
Platz mit Prediger

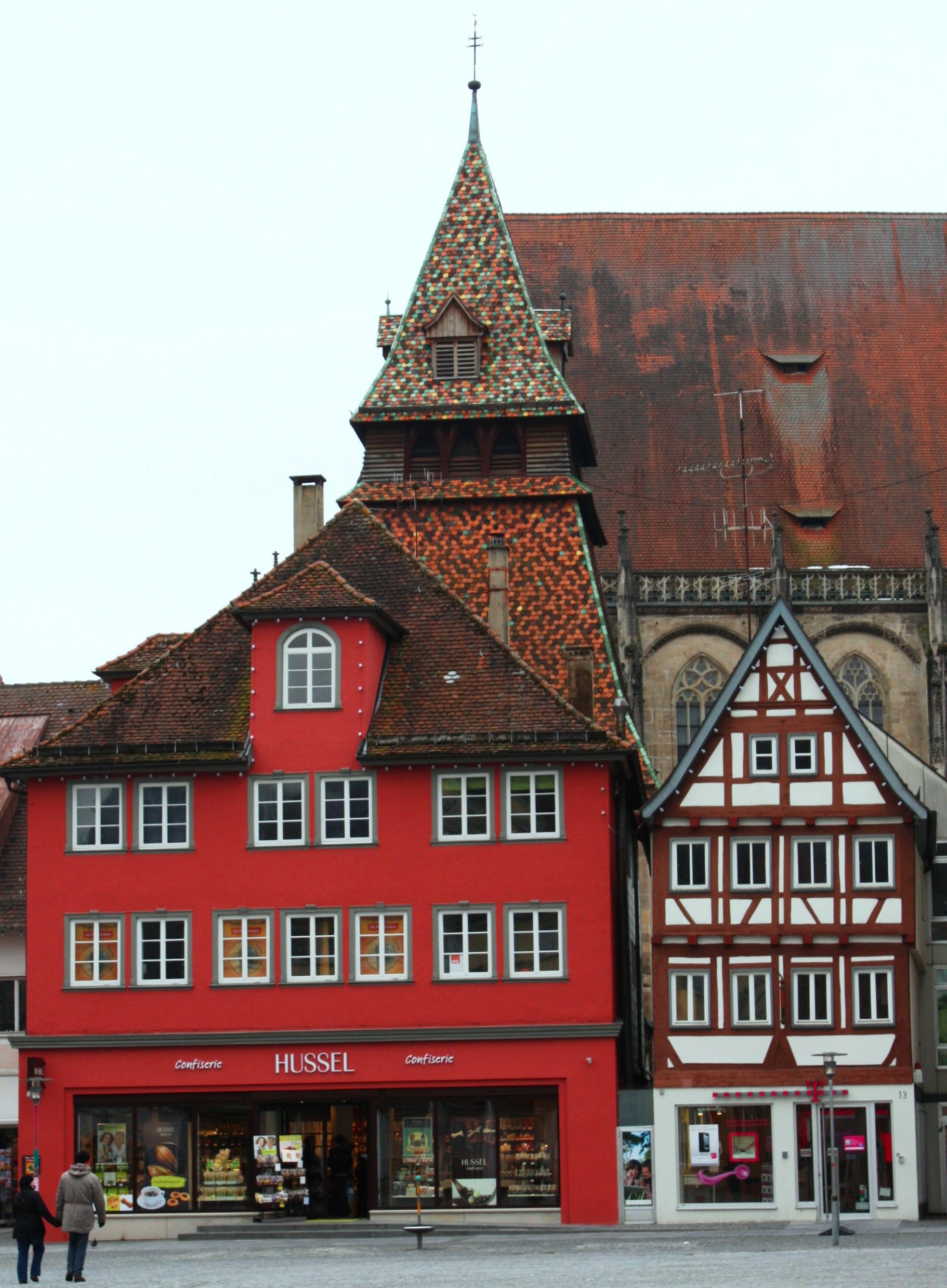
Bürgermeister-Storr-Haus (rot), im Hintergrund der Glockenturm und das Gmünder Münster

Der Johannisplatz ist neben dem Marktplatz und dem Münsterplatz einer der drei Hauptplätze in der Altstadt von Schwäbisch Gmünd. Der Platz erstreckt sich nördlich und westlich der romanischen Johanniskirche. Im Westen findet der Platz Beschränkung durch das ehemalige Predigerkloster, in dem heute das Museum im Prediger sowie die Galerie im Prediger untergebracht sind. Die Bocksgasse durchläuft den Platz südlich. Im Osten geht der Platz in den Marktplatz über.

## Geschichte und Nutzung
Wie der Münsterplatz beherbergte der Johannisplatz lange einen Friedhof nördlich der Johanniskirche. Der Friedhof war um die 1803 abgebrochene Friedhofskapelle St. Veit angelegt. Deren Umrisse wurden 1972 durch Grabungen durch Hans-Wolfgang Bächle festgestellt und im Pflaster nachgezeichnet. Sie sind heute durch einen Wasserspielplatz überbaut. Je nach Theorie könnte auf den Johannisplatz, bei St. Veit, die mit der Gründungssage verbundene karolingische Zelle aus der Fulradzeit befunden haben.
1804 wurde der Platz eingeebnet, 1831 mit einem Pflaster ausgestattet um ihn als Exerzierplatz für die Kaserne im ehemaligen Predigerkloster nutzen zu können. Seit 1972 ist der Platz Fußgängerzone. Der Platz findet wöchentlich der städtische Bauernmarkt statt, sowie jährlich diverse Marktveranstaltungen, so zum Beispiel Teile des Weihnachtsmarktes oder des Krämermarktes zu Kirchweih. Zudem wird der Platz durch das Festival Europäische Kirchenmusik genutzt.

## Gebäude
Neben den bereits erwähnten Hauptgebäuden befinden sich weitere, als Kulturdenkmal eingestufte Häuser um den Platz.
Das Haus Johannisplatz 6 ist ein Fachwerkgiebelhaus von um 1560, das 1989 umfangreich umgebaut wurde. Mit Sichtfachwerk ist das Haus Bocksgasse 13 ausgestattet. Die Fachwerkaufbauten stammen aus der zweiten Hälfte des 16. Jahrhunderts. Es wurde nach Entwürfen von Walter Supper 1970 umgebaut und mit einem rückwärtigen Anbau versehen.

### Ehemaliges Kramerzunfthaus, Café Margrit (Johannisplatz 10)
Das Haus erscheint seit dem Umbauten um 1820 und 1900 als stattliches Walmdachhaus. Nach Analyse des Gebälks so wie des Kellers, liegen die Ursprünge des Hauses im frühen 14. Jahrhundert. Dem Grundriss des Kellers und den Hauszeichnungen der Chronik Dominikus Deblers folgend, war das Zunfthaus der Kramer ursprünglich im Erscheinungsbild zweigeteilt. Debler beschreibt das Haus 1815 als baufällig. Der Sailer Herlikofer, der das Haus 1815 erwarb, ließ eine Vereinheitlichung durchführen. 1900 wurde die Türe an die östliche Seite verlegt und die Südseite mit großen Schaufenstern ausgestattet. Zunächst als Ladengeschäft genutzt, wurde das Haus 1956 zu einem Terrassen-Café umgebaut.

### Bürgermeister-Storr-Haus (Bocksgasse 11)
Ein Patrizierhaus von Ende 16. Jahrhundert mit älteren Bestandteilen aus dem 14. Jahrhundert. Bis 1953 waren große rundbogige Schaufenster von 1700 erhalten. Das weitläufige Treppenhaus verfügt über eine klassizistische Treppe mit reicher Verzierung. Das erste und zweite Stockwerk sind stuckiert. Im zweiten Obergeschoss befindet sich eine reiche Stuckreliefdecke von 1725, die Dominikus Zimmermann zugeschrieben ist, der auch an der benachbarten Predigerkirche tätig war. Zu Umbauten und Instandsetzungsarbeiten kam es 1655, 1725, 1800, 1862, 1922 sowie tiefgreifend 1953 sowie abermals 2012.

## Denkmäler
Vor der Westfassade der Johanniskirche steht seit 1996 die Skulptur Mourning (Trauer) des israelischen Künstler Menashe Kadishman. Die trauernde Frau wurde mit einem Laserstrahl aus einer Stahlplatte herausgeschnitten und ist über den Sarg ihres Kindes gebeugt. Die Skulptur erinnert daran, dass der Johannisplatz bis 1803 einer der Friedhöfe der Stadt war.
Am Chor der ehemaligen Predigerkirche wurde 2012 eine Stauferstele installiert, die an Schwäbisch Gmünd als die älteste von den Staufern gegründete Stadt sowie das Wirken der Staufer in Schwäbisch Gmünd erinnern soll.

## Galerie

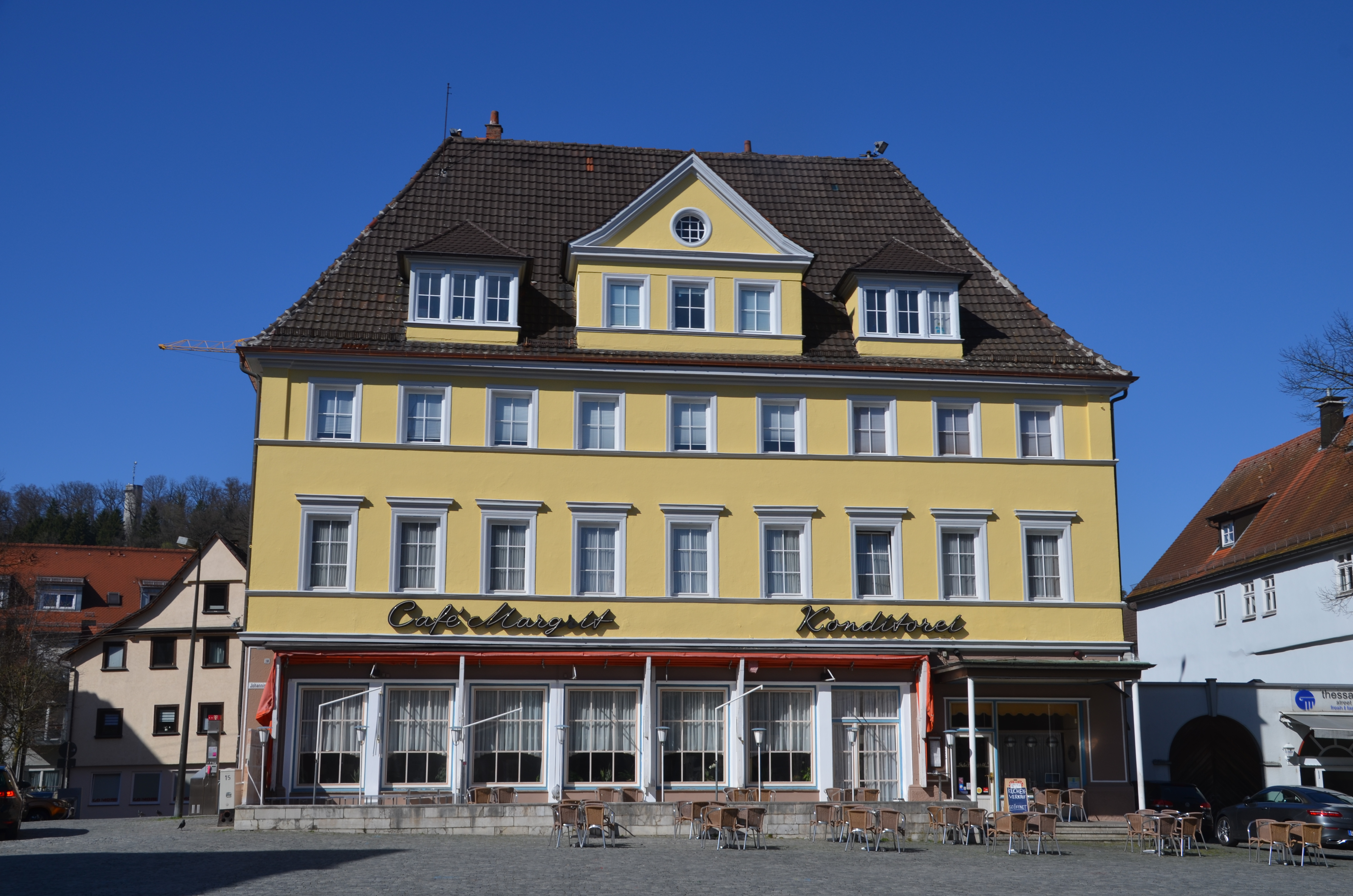
Ehemaliges Kramerzunfthaus, Cafe Margrit
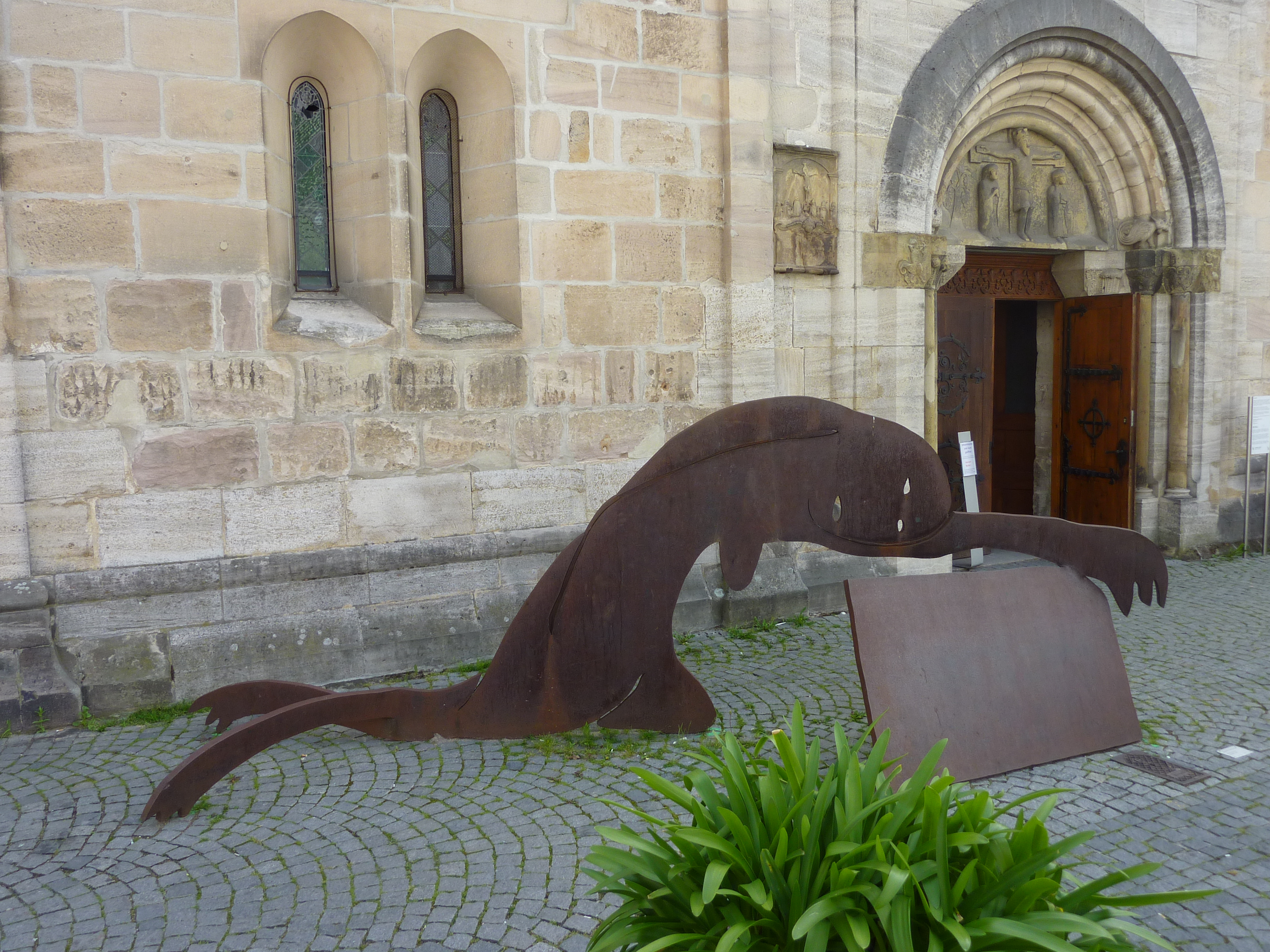
Menashe Kadishman: Mourning (Trauer), Stahl, 1996
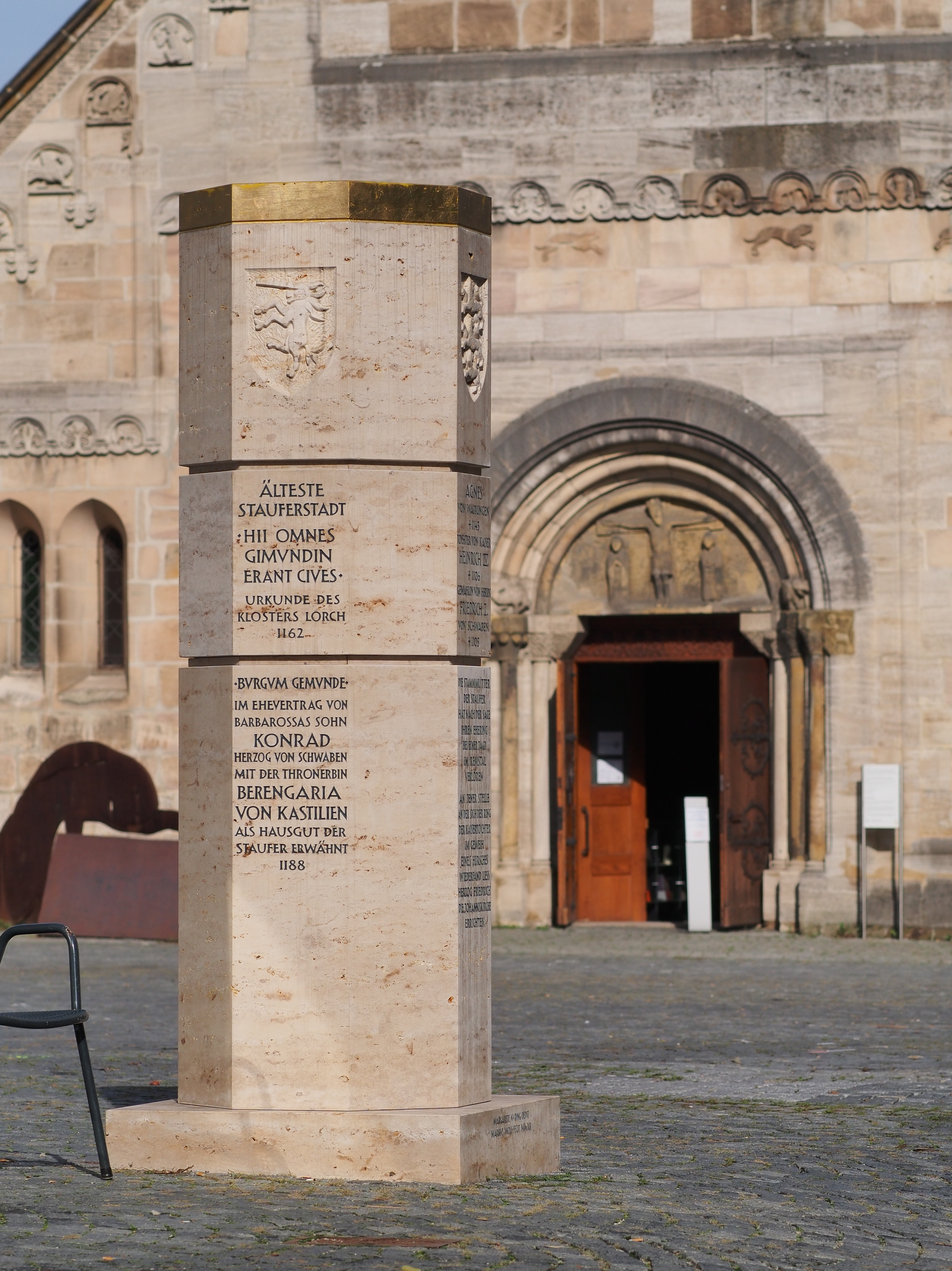
Markus Wolf: Stauferstele, Jura-Travertin, 2012